# Fickasjön
Fickasjön är en sjö i Marks kommun i Västergötland och ingår i Viskans huvudavrinningsområde. Sjön har en area på 0,0673 kvadratkilometer och ligger 112 meter över havet. Sjön avvattnas av vattendraget Ljungaån.

## Delavrinningsområde
Fickasjön ingår i det delavrinningsområde (637735-131429) som SMHI kallar för Mynnar i Östra Öresjön. Medelhöjden är 155 meter över havet och ytan är 66,62 kvadratkilometer. Det finns inga avrinningsområden uppströms utan avrinningsområdet är högsta punkten. Ljungaån som avvattnar avrinningsområdet har biflödesordning 3, vilket innebär att vattnet flödar genom totalt 3 vattendrag innan det når havet efter 51 kilometer. Avrinningsområdet består mestadels av skog (71 procent) och sankmarker (11 procent). Avrinningsområdet har 0,84 kvadratkilometer vattenytor vilket ger det en sjöprocent på 1,3 procent. Bebyggelsen i området täcker en yta av 1,29 kvadratkilometer eller 2 procent av avrinningsområdet.